# ديفيد جيفريز
ديفيد جيفريز (بالإنجليزية: David Jefferies)‏ مواليد 18 سبتمبر 1972 في غرب يوركشير، إنجلترا - الوفاة 29 مايو 2003 في جزيرة مان، كان متسابق دراجات نارية بريطاني فاز بكأس جزيرة مان السياحية. نافس في سباقات بطولة العالم لفئة 500 سي سي. كما شارك في بطولة العالم للسوبربايك. توفي إثر حادث تعرض له أثناء السباق.

## البطولات
- كأس جزيرة مان السياحية 1999
- كأس جزيرة مان السياحية 2002

## روابط خارجية
- ديفيد جيفريز على موقع MotoGP.com (الإنجليزية)
- ديفيد جيفريز على موقع WorldSBK.com (الإنجليزية)